# رونالد ل. شليشر
رونالد لويس شليشر (16 سبتمبر 1956 - 26 سبتمبر 2019) كان دبلوماسيًا أمريكيًا. انضم إلى وزارة الخارجية الأمريكية في عام 1982 كدبلوماسي وضابط محترف في السلك الدبلوماسي برتبة وزير مستشار في وزارة الخارجية.
شغل منصب نائب رئيس البعثة في لبنان (القائم بالأعمال) من عام 1994 إلى عام 1996، والقنصل العام للولايات المتحدة في القدس من عام 2000 إلى نوفمبر 2002. كما شغل منصب السفير في قبرص من عام 2005 إلى عام 2008. في 2 سبتمبر 2008، تولى منصب نائب مساعد منسق مكافحة الإرهاب . 